# Jo Bates
Pour les articles homonymes, voir Bates.
Jo Bates est une actrice canadienne. 

## Filmographie

### Cinéma
- 1984 : Heavenly Bodies : la fille dans le vestiaire
- 1986 : Perfect Timing : Karen
- 1987 : Insect! : l'infirmière
- 1989 : Mes copains américains (American Boyfriends)
- 1989 : Immediate Family
- 1995 : Les Disparues du pensionnat (Deadly Sins) : Rita
- 1996 : Fear : Julie Masse
- 1998 : Le Fils du diable : Dr. Rory Sorensen
- 2000 : Lift : Lust
- 2007 : Crossing (ru) : Sheryl Hopkins
- 2008 : Quest for Samurai : Paulette McBride
- 2015 : No Men Beyond This Point

### Télévision

#### Téléfilm
- 1992 : Dead Ahead: The Exxon Valdez Disaster : Michelle Brown
- 1995 : L'Affaire Angel Harwell : Tiffany
- 1996 : Sabrina, l'apprentie sorcière : la coach
- 1997 : La Trahison du père

#### Série télévisée
- 1986 : Seeing Things (1 épisode) : Janet
- 1987 : Brigade de nuit (1 épisode) : Joy
- 1988 : CBS Summer Playhouse (1 épisode) : Linn
- 1989 : MacGyver (1 épisode) : Sonia Chapel
- 1991 : L'As de la crime (1 épisode) : détective Marcia Richards
- 1992 : Le Bar de l'angoisse (1 épisode) : Jan
- 1994 : M.A.N.T.I.S. (1 épisode) : Kathy Rhodes
- 1995 : Au-delà du réel (1 épisode) : la mère
- 1996 : X-Files : Aux frontières du réel (1 épisode) : Jeraldine Kallenchuk
- 1996 : Highlander (1 épisode) : Glenda
- 1998 : The Sentinel (1 épisode) : Carrie Kingston
- 1998 : Viper (1 épisode) : Andrea Goldberg
- 1999 : Night Man (1 épisode) : Magda
- 2000 : Andromeda (1 épisode) : capitaine Borotep 'Oroto' Yeshgar
- 2000 : Big Sound (en) (1 épisode) : la consultante en images
- 2000 : Unité 9 (1 épisode) : capitaine Karyn Ridley
- 2002 : John Doe (1 épisode) : Brunella
- 2010 : Animism
- 2010 : Psych : Enquêteur malgré lui (1 épisode) : Lorraine Dunn